# Sabinos

Localização dos antigos povos do Lácio

Os sabinos (sabini, em latim) constituíam uma tribo da região central da península Itálica. Sua língua pertencia a um sub-grupo das línguas itálicas que incluía o osco e o úmbrio.
Os Sabinos habitavam as colinas próximas a Roma, no Lácio, a oeste dos Apeninos, ocupando toda a ribeira leste do rio Nera e de ambos os lados do Velino, até chegar ao Tibre e o Aniene (Ânio) no sul, abrangendo as atuais regiões do Lácio, Úmbria e Abruzos. Atualmente a área chamada Sabina constitui uma sub-região do Lácio, a leste de Roma, perto de Reate.
Na época romana, os escritores clássicos citam-na como “terra dos Sabinos” (Sabinorum ager, ou Sabinus ager), enquanto o nome Sabínia ou Sabina foi dado pelos gregos (Σαβινη).

## Povos vizinhos

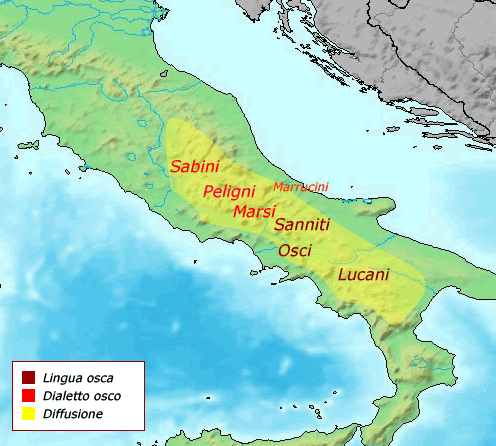
Oscos.

Os sabinos limitavam a norte com os Umbros, a oeste com os Etruscos, a nordeste com os Picentinos e a leste com os Vestinos, os Marsos e os Équos. Os sabinos encontravam-se numa estreita faixa de cerca de 125 km de longo, da Núrsia até o Tibre e o Aniene (Ânio); no limite sul estavam Fidenas, Nomenta (populações provavelmente de origem latina), e Ereto a 5 km a norte de Nomenta, considerada já cidade dos sabinos.
Acredita-se que os Sabinos estavam relacionados na sua origem com os Picentinos, Pelignos e Samnitas. Os Marsos, Marrucinos e Vestinos, provavelmente também fossem de origem sabina. Atualmente, este conjunto de povos é denominado Sabélios.

## Origem
As origens do povo sabino não foram determinadas com plena certeza, mas acredita-se que estiveram no Lácio desde a pré-história e, uma vez instaurada a república, foram assimilados e chegaram a ser cidadãos de Roma. Habitavam as colinas próximas a Roma no Lácio, situados a oeste dos montes Apeninos, ocupando toda a ribeira leste do rio Nera e de ambos os lados do Velino, até chegar ao Tibre e o Ânio no sul.
Existem duas hipóteses sobre a origem do povo sabino: uma afirma que são oriundos da península, a outra, que são fruto de uma colonização grega.

### Origem itálica
Alguns autores antigos colocam a origem dos sabinos na mesma Itália, seja, ou como um povo autóctone, ou descendente dos Umbros ou dos aborígenes.
Catão, o Velho, e Dionísio de Halicarnasso diziam que os sabinos eram originários de Testrina —povo rústico nos contornos de Amiterno — nas faldas do Gran Sasso. Dionísio de Halicarnasso — citando como fonte a Zenódoto de Trezém — afirma que são um ramo dos Umbros. Entre ambos os povos, Umbros e Sabinos, há traços similares, como a veneração da deidade Sanco — principal entre os Sabinos, mas também presente entre os Umbros— e foram encontradas outras similaridades culturais. Além disso, pelo estudo do a sua linguagem, pode-se vislumbrar uma origem comum a todos os povos sabélicos, embora não possa ser determinada a sua procedência.
Segundo Dionísio de Halicarnasso, os Sabinos expulsaram os aborígines daquela região que tinham por centro a cidade de Lista. Estes "aborígines" emigraram para o Lácio, onde, misturados com outros grupos, originaram o povo dos latinos.
Por último Marco Terêncio Varrão, nascido em Reate, afirma que os seus antepassados descendem do povo aborígine que habitava a Itália Central.

### Origem grega
Por outro lado, está a hipótese, menos provável, insinuada por Plutarco que considera aos sabinos como uma colônia dos Lacedemónios. Plutarco considera que, ao serem Lacedemónios, são versados no uso das armas. A tradição de conferir aos Sabinos origem grega aparece desde o século IV a.C.. Um grupo de espartanos teria desembarcado nas costas tirrenas da atual Terracina e depois subiram para a zona interna até chegar aos Apeninos. Porém, isto seria para os sabinos um percurso inverso ao proposto na maioria das fontes históricas. Ou seja, descender desde o Gran Sasso. Embora por outro lado, a análise da escrita que usaram os sabinos, levou alguns estudiosos a encontrar similaridade com o alfabeto grego e a afirmar que os sabinos o teriam recebido diretamente dos gregos sem mediação etrusca.

## Expansão no Lácio
A expansão sabina estava estreitamente relacionada ao rito do ver sacrum — primavera sagrada — que consistia no regresso da estação favorável. Depois da cerimônia, e uma vez que se fazia ajoelhar aos animais diante da divindade suprema, cidadãos destinados ex professo partiam para fundar novas colônias segundo a direção indicada pelo movimento de um tronco. Esta atividade era um modo de resolver o problema do superpovoamento nas povoações mais antigas. Talvez da união daquele povo — que procedia de Testrina e que não conseguia já conter uma população cada vez maior— com os aborígenes, nascesse o povo sabino.
Na sua migração para oeste e sul, os Sabinos ocuparam, além de Reate, a ribeira Leste do Tibre até Ocrículo, perto de Tibur. Depois, avançaram chegando à colina do Quirinal. Parece que os aborígenes expulsos dos Apeninos pelos Sabinos fundaram os casarios de Preneste, Laurento, Lanúvio, Gábios, Arícia, Lavínio, Tibur, Túsculo e Árdea.

### Sabina interna
Do ponto de vista histórico arqueológico, a nação sabina dividia-se em duas: Sabina interna e Sabina tiberina . Depois que o povo sabino saiu da localidade de Amiterno junto ao Grande Sasso, dispôs-se a colonizar primeiro a bacia reatina e daqui, a região que vai para o Tibre. Assim, distingue-se uma Sabina interna — com as localidades de Reate, Amiterno e Núrsia — e uma Sabina tiberina. As duas regiões tiveram experiências culturais diferentes. A Sabina interna era econômica e culturalmente mais atrasada. Prova disso são os achados arqueológicos de tumbas de fossas rodeadas somente por túmulos de pedras e com características de tipo pagã.

### Sabina tiberina
A sabina tiberina, porém — com os centros de Cures, Ereto, Trébula Mutuesca e Fórum Novo — desenvolve uma civilização urbana. Nela os trabalhos arqueológicas descobriram sepulcros com câmara mortuária e estrutura social articulada. A área tinha duas grandes vias de comunicação: a Via Salária e o Tibre, ambos facilitaram o desenvolvimento das relações com outros povos da região (umbros, etruscos e romanos).
Uma vez que o povo sabino descendeu ao vale do Tibre põe-se em contato com os fluxos comerciais e culturais que provêm, primeiro dos Falícios, após Etrúria — interna e tiberina — Veios, Cerveteri e Roma. Desde esse momento desenvolveria uma cultura comparável em luxo e refinamento à dos Etruscos.

## Traços culturais

### Assentamentos temporários
Os grupos étnicos da península Itálica pré-romana tendiam a viver em assentamentos temporários e não em povoações ou cidades. Este devia ser o caso dos grupos sabinos, os quais cultivavam pequenas parcelas e apascentavam os seus rebanhos de ovelhas e vacas. Contudo, o povo sabino não pode ser considerado um conjunto humano homogêneo. Dispersos pelo território sabino, encontramos pequenos assentamentos, mas também existiam núcleos de poder e liderado como Cures e Ereto.

### Centros de poder e liderado
Como já foi mencionado, as diferenças entre os habitantes da sabina interna e a sabina tiberina eram marcadas. Têm-se descoberto em Ereto a tumba de um príncipe sabino do século VII a.C., demonstrando que as características de poder e riqueza presentes nos líderes sabinos eram semelhantes às das suas contra-partes da Itália central: lâminas de ouro com motivos geométricos decoravam os vestidos, copos de bronze e de impasto com incisões decorativas, os revestimentos da cadeira de uma carruagem com uma rica decoração em lâminas de bronze e o enxoval e armadura completa dos cavalos de arrasto, etc. Estes elementos presentes tanto nos núcleos sabinos, como nos outros centros de poder de a Itália pré-romana, fazem que se possa falar em Ereto da existência de uma classe aristocrática à mesma altura, enquanto poder e riqueza, da aristocracia etrusca e que conhecia e usava a escrita como o mostram as ricas tumbas de Magliano e Poggio Sommaviglia.
Pela sua vez está a "cidade capital" da "Sabina tiberina", Cures, da qual provinha Numa Pompílio, segundo rei de Roma, e o seu neto Anco Márcio. Nesta localidade, os achados arqueológicos —peças cerâmicas de uso doméstico, mesas de madeira e objetos elaborados em osso— e a presença de atividade artesanal são testemunhos de uma comunidade que desenvolve uma cultura com características peculiares que também compartilhavam as comunidades tiberinas etruscas da Itália central. Destaca-se aqui a influência de centros etruscos sobre os Sabinos na produção de cerâmica de tonalidades vermelhas sobre branco, típica da Etrúria dos séculos VIII-VII a.C.

### Identidade e interação
Nas localidades sabinas de Poggio Sommavilla e Magliano Sabina foram encontrados objetos com características peculiares consideradas propriamente sabinas: copos de impasto pardo decorado com incisões (séculos VII-VI a.C.), panelas e ânforas com decorações peculiares. E da área mais setentrional provêm as inscrições sobre peças de cerâmica. Uma delas alude ao banquete e ao vinho. Estes dados revelam que durante o transcurso do século VII a.C. os Sabinos conheciam um sistema alfabético com o qual expressavam a sua própria língua. Pode-se afirmar que os sabinos do Tiber desenvolveram uma cultura própria inserida e bem afincada na área tiberina, numa koiné mais ampla na que participam, primeiro os Falícios, Capentanos e Vestinos, e depois os Etruscos.
É conhecida a influência dos Sabinos na história de Roma antes e depois da república. Acredita-se que várias das instituições praticadas pelos romanos são de origem sabina. O costume romano de dar às pessoas um nome e sobrenome poderia ter a sua origem no povo sabino. Tito Lívio, descrevendo Numa Pompílio, segundo rei de Roma, faz referência à "austeira e severa educação dos antigos sabinos, o povo moralmente mais puro da antiguidade".
Disse-se também que os sabinos era um povo guerreiro. Plutarco, considerava-os descendentes dos Lacedemónios, bons guerreiros. Seja como for, não cabe dúvida que deveram combater em várias guerras, primeiro contra os Etruscos e depois contra os Romanos. Tito Lívio na sua História de Roma desde a sua fundação, descreve extensamente as guerras entre Etruscos, Romanos e Sabinos.

### Língua

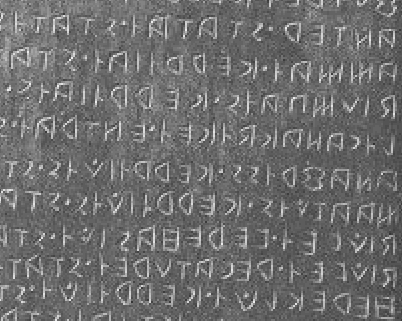
Fragmento da Tavola di Agnone, com inscrição em osco sobre as obrigações do culto especialmente a Ceres.

A assimilação dos Sabinos à influência latina aconteceu relativamente cedo na história de Roma; porém, acredita-se que, assim como outros dos povos mencionados, falavam a língua osca. Esta variante da língua mãe sabélica foi uma das mais difundidas na Itália Central antes da época imperial romana. Inscrições sobre pedra e em moedas na língua osca foram encontradas no Lácio, Campânia, Apúlia, Basilicata, Calábria e na cidade siciliana de Messina.

### Crenças religiosas
Na História de Roma de Tito Lívio põe-se em evidência o importante rol que jogava o áugure ou rei-sacerdote no povo sabino. O mesmo Numa Pompílio era um destes augures que, além de cumprir as funções reais de governação, era intermediário e intérprete da vontade divina. Para os Sabinos, a divindade manifestava-se na natureza em todas as suas formas e o voo dos pássaros era o meio ideal para conhecer e interpretar a vontade dos deuses.

#### Sanco
Dos seus deuses pouco é conhecido. Disse-se que o nome "Sabino" deriva de Sabo, filho da deidade tutorar Sanco. A tábua de Gúbio fala de Fisus Sancius, deidade umbro-osca que tem como características fundamentais as funções jurídicas da sanctio e a fides. Este deus foi venerado depois como Hércules.

#### Ferônia
Sabe-se por certo que os sabinos adoravam a deusa Ferônia, na localidade de Trébula Mutuesca. Ferônia, deusa da fecundidade e dos escravos, era uma divindade estreitamente ligada ao ciclo da natureza, mas os nomes das deidades chegaram-nos através dos romanos, e pode ser que os Sabinos as tivessem venerado com outros nomes. Os achados arqueológicos na área de Trébula Mutuesca, trouxeram à tona o templo ao qual os Sabinos deveram assistir para celebrar os seus mistérios em honra de Ferônia. Foi depois identificada com Ceres.

#### Vacuna
Por outro lado, na atual Bacugno, a localidade sabina de Fórum Décio, encontraram-se os vestígios de um templo dedicado à deusa Vacuna. Esta divindade foi identificada como Diana, Ceres ou a deusa Vitória mas a hipótese mais acreditada é a que propõe que o nome Vacuna deriva de Lacuna (lagoa), portanto seria a deusa do lago. O lago sabino de Cotília, alimentado por mananciais de águas termais, foi um centro religioso e as suas águas foram consideras terapêuticas ao longo da história.
Outras divindades de origem sabina são Quirino, Velínia, Lymphae Commotiles e Minerva. Todos os deuses sabinos representavam símbolos naturais que no território tinham especial significação: mananciais de água impoluta, florestas, flora e fauna, etc.

## História

### Idade do Ferro – Período orientalizante
Os Sabinos deixaram traços, embora estes não sejam tão notórios quanto os de outros povos da Itália central, como os Etruscos. A arqueóloga Paola Santoro —diretora dos trabalhos de escavação na Sabina— refere a eles como os parentes pobres, não pelo seu status social como povo, mas pela escassez de fontes que possam fornecer luz à a sua história, sobretudo se for comparados com os Romanos ou com os Etruscos. Dos Sabinos falta muito por pesquisar e somente se conhecem os grupos que se assentaram em sítios estratégicos frente ao Tibre na idade do Ferro mais recente: Cures, Campo do Pozzo, Ereto, Poggio Somaviglia e Magliano.
Estes assentamentos atingem uma dimensão urbana durante o período orientalizante graças à influência dos grupos humanos em torno do Tibre com os que se encontram em relação cultural e comercial. Porém, os assentamentos urbanos sabinos são cidades apenas enquanto há uma distinção entre o espaço que ocupam os vivos e o que ocupam os mortos (necrópole). Esta distinção é um avanço importante numa população proto-histórica, embora não se adeque plenamente ao conceito romano de cidade.
Por outro lado, está o conceito de templo ou santuário, que também não se encontra dentro da cidade, mas fora e é um ponto de encontro em locais estratégicos no vale do Tiber. Os casos mais notórios são os de Bosque de Ferônia e Fórum Novo.
Durante o período orientalizante recente (século VII a.C.), os Sabinos compartilham o costume etrusco de colocar as suas necrópoles em sítios elevados. Nelas o defunto era enterrado com as suas respectivas pertenças. Os objetos enterrados com o corpo definiam o status social do defunto. Contudo, na segunda metade do século VI a.C. o costume varia: as pertenças e ornamenta do defunto diminuem em número mas aumentam em qualidade, enquanto as câmaras sepulcrais chegam a ser monumentais. A monumentalidade das tumbas e a qualidade das pertenças marcam, neste período, o status social do defunto.
Durante o período orientalizante e arcaico, no território dominado pelos Sabinos, aparecem uma série de assentamentos menores ao longo dos torrentes mais caudalosos do Tiber e nas cercanias de grandes explanadas ideais para a agricultura ou pastoreio.

### Relação com Roma

#### O Rapto das Sabinas

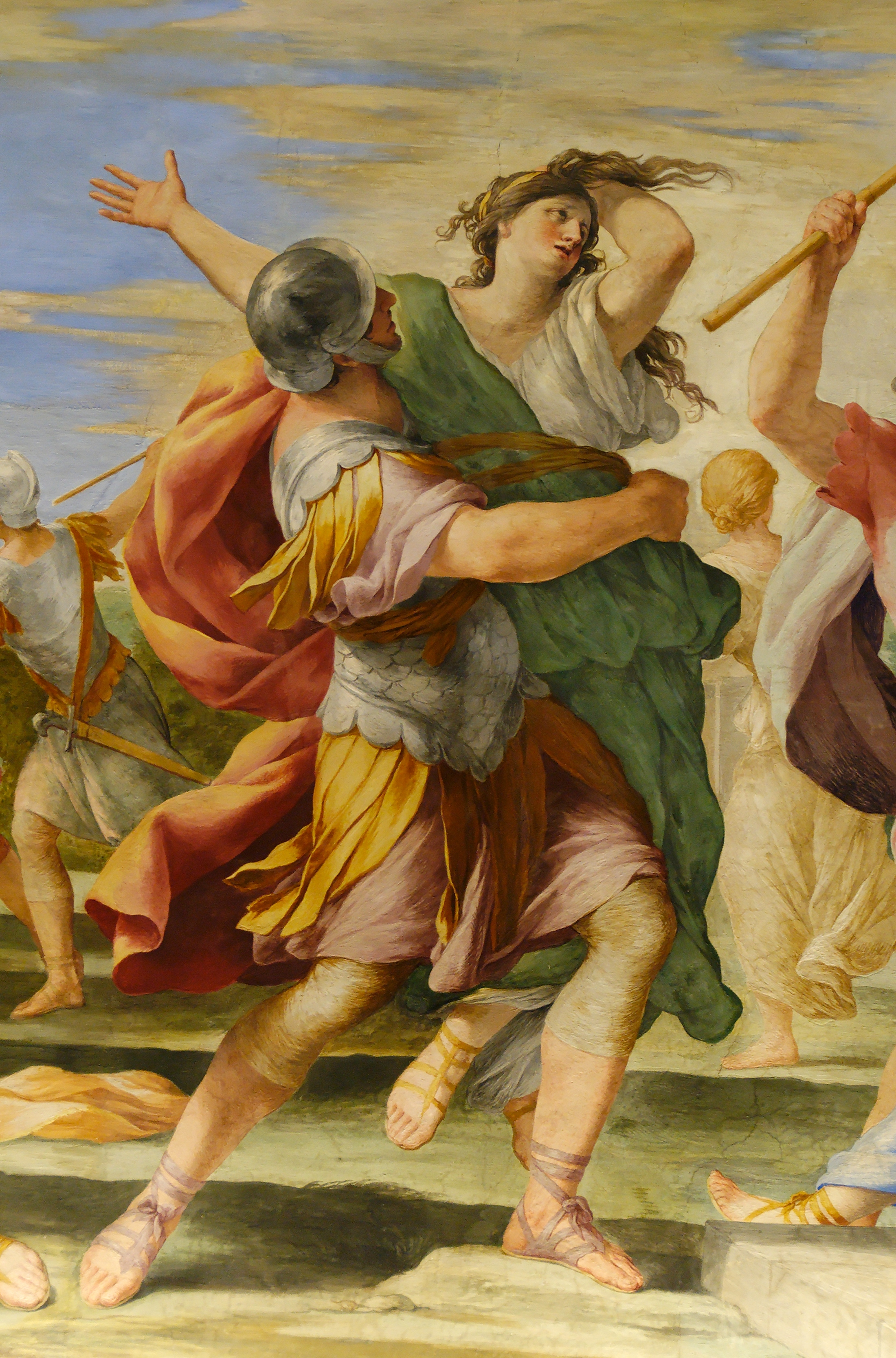
O rapto das Sabinas (fragmento) por Giovanni Francesco Romanelli (1612–1660).

Uma das lendas romanas que mais eco teve na história da arte, relata o suposto rapto das sabinas. Segundo esta lenda, os fundadores de Roma, provenientes de Troia, após convidar a um banquete aos Sabinos, sequestraram as mais belas mulheres sabinas para povoar a nova cidade. Para recuperar as mulheres, o legendário rei sabino de Cures, Tito Tácio declarou guerra a Roma; porém, as mulheres preferiram ficar com os seus esposos e filhos e os sabinos desistiram de pelejar.
Seja como for, esta lenda expressa a estreita união entre Romanos e Sabinos. Tinham muitas coisas em comum e um comércio ativo. Ambos os povos eram ligados pela Via Salária, assim designada porque era a via pela qual se comerciava o sal. Esta unia Roma com a população sabina de Reate.
As palavras de Plutarco: "Ainda perdura que a noiva não cruze por si mesma o limiar da casa, mas seja introduzida pairando: pois assim não entraram, mas foram levadas à força" são uma imagem da influência sabina na vida romana.

#### Período pré-republicano
Antes que Roma se constituísse como República e depois da mítica fundação da cidade por Rômulo, os Sabinos, alternando com os Etruscos, nomearam três reis para a nova cidade: Tito Tácio, Numa Pompílio e Anco Márcio.
O mítico rei Tito Tácio fez a guerra Rômulo, mas ao final terminaram aliando-se numa diarquia. Acredita-se que os Sabinos se puderam estabelecer em Roma com plenos direitos. Cures, a cidade sabina do Quirinal, chegou a exercer uma espécie de predomínio, embora temporalmente, sobre Roma. A aliança ou as “boas” relações dos Latinos da cidade de Roma e os Sabinos de Cures não implicavam nenhuma aliança com o restante dos Sabinos.
Mais tarde, Túlio Hostílio (latino) fez a guerra aos Sabinos, invadiu o seu território e travou uma batalha decisiva em Silva Malitiosa e assim chegou a ser o terceiro rei de Roma após Rômulo e Numa. Túlio foi sucedido por Anco Márcio (também sabino). Um etrusco sucedeu-o no poder Tarquínio Prisco, quem teve muitos confrontamentos e problemas com os Sabinos, aos quais fez a guerra, segundo Tito Lívio, porque os Sabinos cruzaram o rio Aniene (Ânio). Os sabinos foram derrotados e Colácia e o seu território incorporados a Roma. Os seguintes três reis de Roma foram etruscos. O último de eles foi Tarquínio, o Soberbo, que foi deposto pelos romanos ao instaurar a República.

#### Período republicano e imperial
Uma vez instaurada a República, os sabinos continuam tendo roçaduras com os latinos de Roma. As fontes históricas falam dos sabinos numa guerra travada em 504 a.C. na qual um clã sabino, dirigido por Ata Clauso, inconforme com a política da sua nação, emigrou para o território romano e adquiriu a cidadania — dele provém a família dos Cláudios— . Em 469 a.C., apareceram os Sabinos fazendo incursões guerreiras nas cercanias de Roma. E em 449 a.C. quando o cônsul Marco Horácio obteve uma vitória decisiva para os seus, o campo sabino estava cheio da pilhagem obtida no território romano.
Em 290 a.C. após 200 anos sem aparecer nas crônicas, os Sabinos voltam a ser mencionados lutando contra Roma. Porém, no final da Terceira Guerra Samnita o cônsul romano Mânio Cúrio Dentato (290−272 a.C.) conquistou as regiões sabinas remanescentes na Itália central. Muitos prisioneiros foram vendidos como soldados, embora outros fossem admitidos à cidadania romana sem direito ao sufrágio. As cidades sabinas foram subordinadas —com categoria de prefeitura, inferior ao de município—. Em 268 a.C. o direito de sufrágio foi-lhes concedido.
Na Segunda Guerra Púnica contribuíram como voluntários no exército de Cipião. Progressivamente desapareceram como povo separado. Na guerra social, os Sabinos, uma vez assimilados aos Romanos, não estiveram ao lado dos rebeldes que pediam a cidadania. Cícero ainda os menciona como "florem Italiae ac robur rei publicai".
O seu território foi incluído por Augusto na quarta região e depois foi parte da Província de Valéria, e depois esta província foi incorporada a Piceno.
Durante o tempo dos Estados Pontifícios, a província que costumavam ocupar os Sabinos foi chamada Sabina.